# لی‌لی راینهارت
لی‌لی پائولین رینهارت (انگلیسی: Lily Pauline Reinhart؛ زادهٔ ۱۳ سپتامبر ۱۹۹۶) بازیگر و پدیدآور اهل ایالات متحده آمریکا است. وی از سال ۲۰۱۰ میلادی تاکنون مشغول فعالیت بوده‌است و با بازی در نقش بتی کوپر در سریال ریوردیل به شهرت رسید

## اوایل زندگی
لیلی متولد ۱۳ سپتامبر ۱۹۹۶ در کلیولند، اوهایو، ایالات متحده آمریکا است او فرزند دنیل دن راینهارت و ایمی راینهارت است و دارای ۲ خواهر به نام تس و کلویی است. او در سن ۱۸ سالگی برای پیگیری بازیگری به لس آنجلس نقل مکان کرد. همچنین او اعلام کرد که مبتلا به بیماری افسردگی بوده و بعد از بازی در ریوردیل و درمان توانسته تندرستی خود را باز یابد.

## زندگی شخصی
لیلی راینهارت مادرخواندهٔ دختر خالهٔ خود ادلین (ادی) است. از سال ۲۰۱۷ تا ۲۰۲۰ با کول اسپراوس در رابطه بوده‌است. لیلی دوجنسگرا است و شایعات راست یا دروغ دربارهٔ رابطهٔ لیلی با یک زن آمریکایی در رابطه است.

## روابط
او در سال ۲۰۱۷ با بازیگر معروف آمریکایی- ایتالیایی کول اسپراوس وارد رابطه شد و تا سال ۲۰۱۸ از علنی کردن این رابطه پرهیز می‌کردند. شایعهٔ جدایی آن‌ها در سال ۲۰۲۰ بسیار رونق پیدا کرد حتی خبری مبنی بر خیانت کول اسپراوس بازیگر نقش جاگهد جونز با مدل آمریکایی کایا گربر رواج پیدا کرد، اما بعد کایا اعلام کرد که دوست صمیمی هستند و رابطه ای باهم ندارند؛ و در آخر کول اسپراوس با منتشر کردن عکسی از لیلی راینهارت در اینستاگرام اعلام کرد که از هم جدا شده‌اند.